# دیسدورف
دیسدورف (به آلمانی: Diesdorf) یک منطقهٔ مسکونی در آلمان است که در التمارکریز سالزودل واقع شده‌است. دیسدورف ۲٬۲۴۵ نفر جمعیت دارد.